# Antônio Carlos Cabral Carpinteiro
Antônio Carlos Cabral Carpintero é doutor em Desenvolvimento Urbano e ex-prefeito da cidade de Porto Velho (1975-76), além de idealizador da cidade de Ariquemes, também em Rondônia. Doutorou-se em 1998 pela USP, sob orientação de Nestor Goulart. Leciona atualmente na Universidade de Brasília, sob o regime de dedicação exclusiva.
Dentre sua vasta produção acadêmica, consta o livro Momento de Ruptura. As transformações no centro de Campinas na década dos cinqüenta, bem como Brasília: Algumas notas sobre urbanização dispersa e novas formas de Tecido urbano, sendo que este em colaboração com vários outros profissionais, dentre eles Nestor Goulart.
Em 2010, a cidade de Ariquemes prestou homenagem ao autor de seu projeto por meio da inauguração do Centro Administrativo Dr. Carpintero, edifício em estilo futurista com mais de 4 mil metros quadrados.